# Java (ø)
 For alternative betydninger, se Java. (Se også artikler, som begynder med Java)
Java er en af Indonesiens hovedøer. Java ligger syd for Borneo og øst for Sumatra i det Indiske Ocean. Øen har et areal på 132.107 km² (ca. tre gange Danmarks areal) og omkring 120 millioner indbyggere. Med over 900 indbyggere pr. km² har den således en af verdens største befolkningstætheder og øen er verdens mest befolkede ø.
Indonesiens tre største byer ligger på Java:
- Hovedstaden Jakarta, ca. 11 millioner indbyggere.
- Surabaya, ca. 2,5 millioner indbyggere.
- Bandung, ca. 1,7 millioner indbyggere.

På Java er beliggende en lang række vulkaner,
bl.a. en af verdens farligste vulkaner, Gunung Kelud.

## Historiske registreringer
- 18. august 2005 - en massiv strømafbrydelse finder sted på den Indonesiske ø Java. Op mod 100 millioner mennesker menes at være berørt

## Eksterne links og henvisninger
1. ↑  The Water Volcano – The New Decade Volcano Program #10. Vulcan Café

7°29′30″S 110°00′16″Ø / 7.4916666666667°S 110.00444444444°Ø